# Peucetia biharensis
Peucetia biharensis är en spindelart som beskrevs av Gajbe 1999. Peucetia biharensis ingår i släktet Peucetia och familjen lospindlar. Inga underarter finns listade i Catalogue of Life.